# Je vous salue Paris
Pour plus de détails, voir Fiche technique et Distribution.
Je vous salue Paris est un film documentaire français de court métrage réalisé par François Reichenbach, sorti en 1968.

## Synopsis
Paris, ses quartiers et ses monuments, la vie nocturne, la Seine : la ville est identifiée à des parisiennes habillées par Christian Dior.

## Fiche technique
- Titre : Je vous salue Paris
- Réalisateur : François Reichenbach
- Scénario : François Reichenbach
- Commentaire : Roland Bacri
- Photographie : François Reichenbach, Christian Odasso
- Musique : Jean Claudric
- Chanson interprétée par Josette Berghien
- Montage : Monique Lepeuve, Anne Belin
- Société de production : Les Films de la Pléiade
- Durée : 13 min
- Date de sortie : 1968
- Visa d'exploitation : n° 33965

## Sélection
- 1968 : Festival de Berlin